# Budureasa (gmina)
Budureasa – gmina w Rumunii, w okręgu Bihor. Obejmuje miejscowości Budureasa, Burda, Saca, Săliște de Beiuș i Teleac. W 2011 roku liczyła 2581 mieszkańców.